# 吉田都
吉田 都（よしだ みやこ、1965年10月28日 - ）は、日本のバレリーナ。
東京都国立市出身。1988年より2010年まで22年間にわたって英国の2つのロイヤル・バレエ団でプリンシパルを務めた。2020年9月より、新国立劇場の舞踊芸術監督を務めている。

## 経歴
東京都国立市に生まれる。父親は地方公務員、母親は専業主婦で、二人姉妹の二女だった。
1974年、9歳で石沢秀子にバレエを習い始める。1981年に全国舞踊コンクール・ジュニア部門で第1位。その後石沢の勧めで松山バレエ学校に移籍した。松山在籍中の2年間にはコール・ド・バレエとして松山バレエ団の公演にも出演した。
都立北多摩高等学校2年在学中の1983年、ローザンヌ国際バレエコンクールでスカラシップ賞を受賞し、英国ロイヤル・バレエ学校に入学。当初は上級学校の1年生のクラスだったが間もなく最終学年に移され、1年後の1984年にサドラーズウェルズ・ロイヤル・バレエ団 （現バーミンガム・ロイヤル・バレエ団） に入団した。ピーター・ライト卿に認められ、4年後の1988年には最高位プリンシパルに昇格した。
ロンドンを本拠地とする姉妹カンパニーのロイヤル・バレエ団にはプリンシパルとして度々客演していた。吉田は1995年以前に、家族的な雰囲気のバーミンガムに居続けることで成長が止まってしまうことを恐れ米国のバレエ団への移籍を考えていたが、バーミンガムの監督だったP・ライトに吉田が英国から離れるのを惜しまれ、一定の競争がある本家ロイヤルへの移動を勧められて、1995年にバーミンガムから正式に移籍した。
イギリスでは 『眠れる森の美女』、『白鳥の湖』、『くるみ割り人形』、『ジゼル』、『ドン・キホーテ』 といった代表的な古典の主役のほか、アシュトン振付 『シンデレラ』、ニネット・ド・ヴァロア振付『コッペリア』、マクミラン振付『ロミオとジュリエット』などの少女役・妖精役を得意とした。
2009年11月、ロイヤル・バレエ団からの引退公演が発表された。2010年4月にロンドンのオペラ・ハウスにてさよなら公演として『シンデレラ』を踊った。2010年6月29日、東京文化会館で同バレエ団の来日公演 『ロミオとジュリエット』 のジュリエット役を踊り、26年間に及んだイギリスでのキャリアを終えた。
ロイヤル退団後は日本を拠点にフリーランスとして活動している。2011年3月11日の東日本大震災の直後には、ロンドンにてJapan Tsunami Appeal Concertというチャリティー公演を企画し、支援活動を行った。2011年5月には東京で、古巣バーミンガム・ロイヤル・バレエ団と『真夏の夜の夢』を踊った。英国在留当時に緒方貞子国連難民高等弁務官
の活動に敬意を持ち、2012年5月「国連UNHCR協会国連難民親善アーティスト」に就任して、チャリティー公演や、機会があればイベントに参加している。
2018年6月28日に行われた新国立劇場運営財団理事会審議にて、同年9月から新国立劇場舞踊部門次期芸術監督予定者として芸術参与に就任することが決定した。
2019年8月7日・8日に引退公演「Last Dance」を上演し、ダンサーを引退。2020年9月1日、新国立劇場の舞踊芸術監督に就任し、新国立劇場バレエ団を率いることとなった。
私生活では2005年に日本人の遠藤貴と結婚した。

## 就任
- 2010年4月 - 神戸女学院大学舞踊学部 特別客員教授[16]
- 2012年 - 国連UNHCR協会　国連難民親善アーティスト任命[12]

## 受賞
- 1997年 - 芸術選奨新人賞舞踊部門受賞
- 2001年 - 芸術選奨文部科学大臣賞[17]舞踊部門受賞
- 2004年7月 - ユネスコの平和芸術家に任命される[注釈 1][18]
- 2007年 - 英国ダンス批評家協会・最優秀女性ダンサー賞[19][17]
- 2007年11月 - 紫綬褒章[17]
- 同年12月12日 - 大英帝国勲章OBE[17]
- 2011年1月 - 第52回毎日芸術賞受賞[17]
- 2017年 - 文化功労者[20][17]
- 2019年 ‐ 第67回 菊池寛賞[17]

## 著書
- 吉田都、宮沢優子 (写真)、ビル・クーパー (写真)『MIYAKO: 英国ロイヤルバレエ団の至宝・吉田都の軌跡』文藝春秋、2001年8月1日。ISBN 978-4163577203。 NCID BA56241311。
- 吉田都『吉田都終わりのない旅。』CCCメディアハウス、2005年5月31日。ISBN 978-4484052090。 NCID BA72638994。
- 吉田都 著、日本放送協会 編『ロイヤル・バレエの精華 : 吉田都』NHK出版、2009年9月1日。ISBN 978-4149107233。 NCID BA91821681。
- 吉田都 著、日本放送協会 編『ロイヤル・バレエの精華 : 吉田都』NHK出版、2010年9月16日。ISBN 978-4149107608。 NCID BB03802440。
- 吉田都、篠山紀信 (写真)『吉田 都 一瞬の永遠 英国ロイヤルバレエ・プリンシパルのすべて』世界文化社、2011年5月19日。ISBN 978-4418115020。 NCID BB06358187。
- 吉田都『Miyakoレッスン 吉田都のエッセンス・バレエ・クラス』新書館、2011年6月29日。ISBN 978-4403510168。 NCID BB06180711。
- 吉田都『バレリーナ 踊り続ける理由』河出書房新社、2016年11月25日。ISBN 978-4309277691。 NCID BB22684024。
- 吉田都『バレリーナ 踊り続ける理由』河出書房新社〈河出文庫〉、2019年7月5日。ISBN 978-4309416946。 NCID BB28531004。
- 吉田都『吉田都 永遠のプリンシパル』河出書房新社、2019年8月8日。ISBN 978-4309290423。 NCID BB2905092X。

## 主なテレビ出演
- ハイビジョン特集『輝く女　吉田都』（2005年5月31日、NHK BShi）[21]
- NHK紅白歌合戦（NHK総合・ラジオ第1）
  - 第57回（2006年12月31日） - 審査員
  - 第73回（2022年12月31日） - 審査員
- プロフェッショナル 仕事の流儀『自分を信じる強さを持て　バレリーナ・吉田都』（2007年4月24日、NHK総合）[22]
- スーパーバレエレッスン『ロイヤルバレエの精華 吉田都』（2009年8月～9月、NHK Eテレ）[23]
- 芸術劇場『英国ロイヤルバレエ 日本公演 ロメオとジュリエット』（2010年11月19日、NHK Eテレ）[24]
- プロフェッショナル 仕事の流儀『世界のプリマ　最後の闘いの日々～バレリーナ・吉田都～』（2019年10月25日、NHK総合）[25]
- BS1スペシャル「LAST DANCE〜バレリーナ吉田都 引退までの闘いの日々〜」（2019年11月24日、NHK BS1）[26]
- プロフェッショナル 仕事の流儀『恐れずに、つま先立ちで〜芸術監督・吉田都〜』（2021年1月5日、NHK総合）[27]
- SWITCHインタビュー 達人達「吉田都×宇佐見りん」（2021年6月19日、NHK Eテレ）[28]
- NHKアカデミア「吉田都 "揺るぎない知性"との出会い」（2022年8月30日、NHK Eテレ）[29]

## 関連書籍
- くりた陸『Miyako　バレリーナ吉田都ものがたり』新書館〈ETOILE COMICS〉、2010年5月29日。ISBN 978-4403330438。